# Lepus saxatilis
Lepus saxatilis (Заєць чагарниковий) — вид ссавців ряду Зайцеподібні.

## Поширення
Країни проживання: Лесото, Намібія, ПАР, Есватіні, Зімбабве. Займає чагарники та саванові рідколісся з трав'яним покривом, але легко приживається в сільськогосподарських землях.

## Поведінка
Веде нічний і сутінковий спосіб життя. Харчується в основному травою, хоча інші рослини теж їсть.
Репродукції, як підозрюють, може відбуватись цілий рік з піком розмноження з вересня по лютий. Середня маса при народженні становить 115 грамів.

## Морфологічні ознаки
Довжина голови й тулуба від 45–76,8 см. Вага становить 1,5–4,5 кг. Самиці зазвичай більші за самців. Хутро кролика Буша пофарбоване в сіро-коричневий колір, зверху з чорними цяточками, низ білуватий. Має чорно-білий хвіст.